# Башка, Эрик
Эрик Ба́шка (словац. Erik Baška, род. 12 января 1994 в Словакии) — словацкий профессиональный шоссейный и трековый велогонщик, выступающий с 2017 года за команду Bora-Hansgrohe.

## Главные победы
2013
1-й  — Чемпионат Словакии среди юниоров в индивидуальной гонке.
2015
1-й  — Чемпионат Словакии среди юниоров в индивидуальной гонке.
1-й  — Чемпионат Европы среди юниоров в групповой гонке.
1-й — Кубок министра обороны Польши.
2016
1-й Handzame Classic
1-й на этапе 5 (ТTT) Тура Хорватии
3-й — Чемпионат Словакии в групповой гонке.
2018
2-й Вуэльта Майорки